# 糖醋鲤鱼

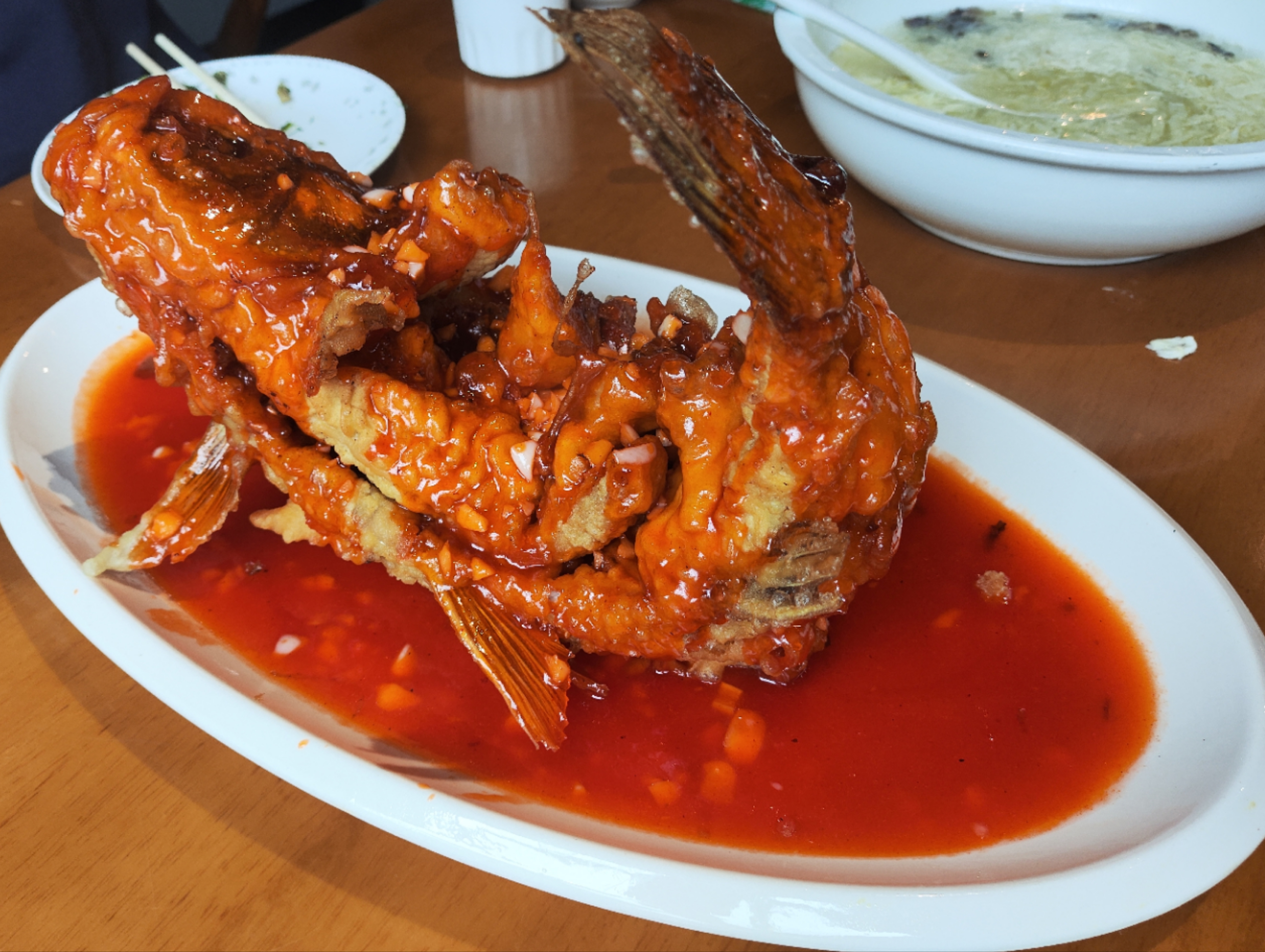
糖醋鲤鱼

糖醋鲤鱼，为一道中国名菜，为鲁菜济南派系的代表菜之一。
主要用料为鲤鱼，其中尤以黄河鲤鱼为最佳。调料有白糖、醋等。制作时，首先将鲤鱼炸熟，然后再将糖醋汁浇于鱼体之上，并达到“外焦里嫩”的效果即可成菜。正宗糖醋汁不用番茄酱调味。